# Cuevas de Ambrosio
Cuevas de Ambrosio es una aldea del municipio Beas de Segura, Jaén (España). Se encuentra a 5 km al Este del pueblo. Debido a la emigración masiva sufrida en las década de los 1960 y 1970, su población se reduce en 2006 a unos 60 habitantes.

## Geografía
Se localiza en el límite de la Sierra de Segura. Asentada sobre una loma de roca caliza, a sus pies se unen dos arroyos, el Beas y el Bastagoya. Sus montañas están cubiertas de olivares, que producen aceite con denominación de origen "Sierra de Segura" procesado y extraído en la Cooperativa "Ntra. Sra. del Rosario". Hay también pinares y en los valles se practica la agricultura de regadío. A las tierras de regadío, o huertos, los del lugar las llaman "cañamares".

## Historia
Las primeras edificaciones, utilizadas a modo de vivienda, se construyeron aprovechando las cuevas que se hallan bajo el monte sobre el cual se asienta actualmente la población.
Antaño había dos eras donde se trillaba el trigo, la cebada y los garbanzos: una, la de Los Gabarrones, y otra, la de Los Ambrosios. La primera es, hoy, la Plaza de la Constitución y la segunda la ocupa la iglesia, edificio construido en los años sesenta gracias al esfuerzo de sus vecinos.
La aldea recibe el nombre de sus primeros pobladores, conocidos como Los Ambrosios. Celebra sus fiestas patronales en honor de Nuestra Señora del Rosario el día 7 de octubre.